# Grandval (Puy-de-Dôme)
Grandval település Franciaországban, Puy-de-Dôme megyében. Lakosainak száma 119 fő (2022. január 1.). Grandval Bertignat, La Chapelle-Agnon, Le Monestier, Saint-Amant-Roche-Savine és Thiolières községekkel határos.

## Népesség
A település népességének változása:
| Lakosok száma | 111  | 111  | 115  | 116  | 118  | 120  | 119  | 119  | 119  |
|               | 2013 | 2015 | 2016 | 2017 | 2018 | 2019 | 2020 | 2021 | 2022 |